# Саша Ћурчић
Саша Ћурчић Ђани (Београд, 14. фебруар 1972) је бивши српски фудбалер. Играо је у средњем реду и наступао за репрезентацију Југославије 14 пута.
Године 2007. Саша Ћурчић је учествовао и победио у „Великом Брату“.

## Каријера
Прве фудбалске кораке је начинио у Бесном Фоку крај Београда, где је живео, затим у Ковилову и Трудбенику, а први озбиљнији корак у његовој каријери био је долазак у ОФК Београд. У клубу са Карабурме афирмисао се на прволигашкој сцени, а у Партизан је дошао у сезони 1993/94, када је Партизан остао без Мијатовића, Крчмаревића и осталих искусних играча. Била је то права прилика да се Ћурчић, играч средине терена, докаже у великом клубу, што му је и пошло за руком.
После две сезоне у црно-белом дресу (уз освојено првенство и куп 1993/94), Ћурчић у септембру 1995. године одлази у Болтон. И тамо потврђује свој раскошни таленат, али све више га уместо фудбала занимају ствари ван терена, па после одласка у Астон Вилу његова каријера доживљава константан пад. Наступа још, махом неубедљиво, за Кристал палас, Њујорк метростарс и Мадервел и почетком 21. века завршава каријеру.

## Репрезентација
За репрезентацију Југославије је играо 14 пута. Постигао је један гол против Грчке у пријатељској утакмици.
Голови за репрезентацију
| #  | Датум               | Место        | Противник | Резултат | Такмичење            |
| -- | ------------------- | ------------ | --------- | -------- | -------------------- |
| 1. | 20. септембар 1995. | Солун, Грчка | Грчка     | 2 : 0    | Пријатељска утакмица |

## Клубови
- /  ОФК Београд (1991—1993)
- Партизан (1993—1995)
- Болтон вондерерс (1995—1996)
- Астон Вила (1996—1998)
- Кристал Палас (1998—1999)
- Њујорк метростарс (1999—2000 )
- Мадервел (2000—2001)
- Обилић (2001—2002)